# بجع أسترالي
البجع الأسترالي (الاسم العلمي: Pelecanus conspicillatus) هو طائر مائي كبير من فصيلة البجعيات، منتشر على نطاق واسع في المياه الداخلية والساحلية لأستراليا وغينيا الجديدة، وكذلك في فيجي وأجزاء من إندونيسيا وكمتشرد في نيوزيلندا. وهو طائر أبيض في الغالب بأجنحة سوداء ومنقار وردي. يأكل الأسماك بشكل أساسي، ولكنه يأكل أيضًا الطيور ويبحث عن الفضلات.